# Europska prvenstva u lacrosseu
Europsko prvenstvo u lacrosseu za muškarce.

## Rezultati
| Godina | Domaćin                     | Zlato    | Srebro     | Bronca   |
| ------ | --------------------------- | -------- | ---------- | -------- |
| 2012.  | (domaćin)                   | (prvi)   | (drugi)    | (treći)  |
| 2008.  | Lahti, Finska               | Engleska | Nizozemska | Njemačka |
| 2004.  | Prag, Češka                 | Engleska | Njemačka   | Škotska  |
| 2001.  | Cardiff, Penarth, Wales     | Njemačka | Engleska   | Češka    |
| 2000.  | Glasgow, Škotska            | Engleska | Njemačka   | Škotska  |
| 1999.  | Manchester, Engleska        | Engleska | Njemačka   | Škotska  |
| 1997.  | Stockholm, Švedska          | Engleska | Češka      | Wales    |
| 1996.  | Neuss, Düsseldorf, Njemačka | Engleska | Češka      | Wales    |
| 1995.  | Prag, Plzen, Češka          | Engleska | Češka      | Wales    |

## Odličja po državama
Po stanju nakon EP 2008.
| Država     | Zlato | Srebro | Bronca | Ukupno |
| ---------- | ----- | ------ | ------ | ------ |
| Engleska   | 7     | 1      | 0      | 8      |
| Njemačka   | 1     | 3      | 1      | 5      |
| Češka      | 0     | 3      | 1      | 4      |
| Nizozemska | 0     | 1      | 0      | 1      |
| Škotska    | 0     | 0      | 3      | 3      |
| Wales      | 0     | 0      | 3      | 3      |